# Раиха
 Раиха  — деревня в Кирово-Чепецком районе Кировской области в составе Фатеевского сельского поселения.

## География
Расположена на расстоянии примерно 19 км на юг-юго-восток по прямой от районного центра города Кирово-Чепецк.

## История
Известна с 1678 года как займище Марчка Вострикова с 4 дворами, в 1764 году тут 84 жителя. В 1873 году здесь (займище Марка Вострикова или Раиха и Шихали) дворов 17 и жителей 192, в 1905 (уже деревня Большая Раиха) 29 и 184, в 1926 (деревня Большая Раиха или Марка Вострикова) 48 и 197, в 1950 32 и 127, в 1989 уже не оставалось постоянных жителей. Настоящее название утвердилось с 1978 года.

## Население
Постоянное население составляло 0 человек в 2002 году, 3 в 2010.